# St. Mauritius (Bachem)

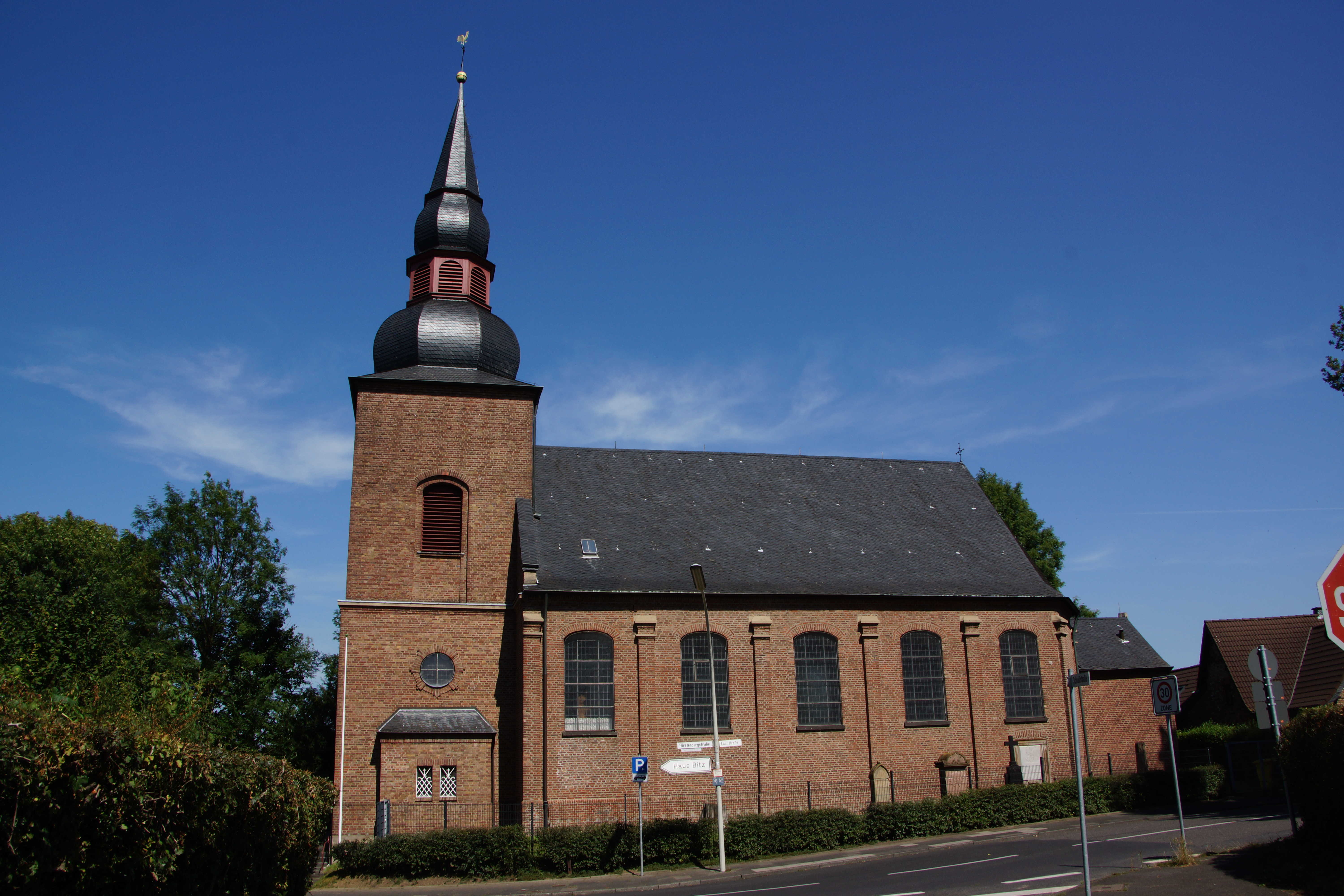
Pfarrkirche St. Mauritius

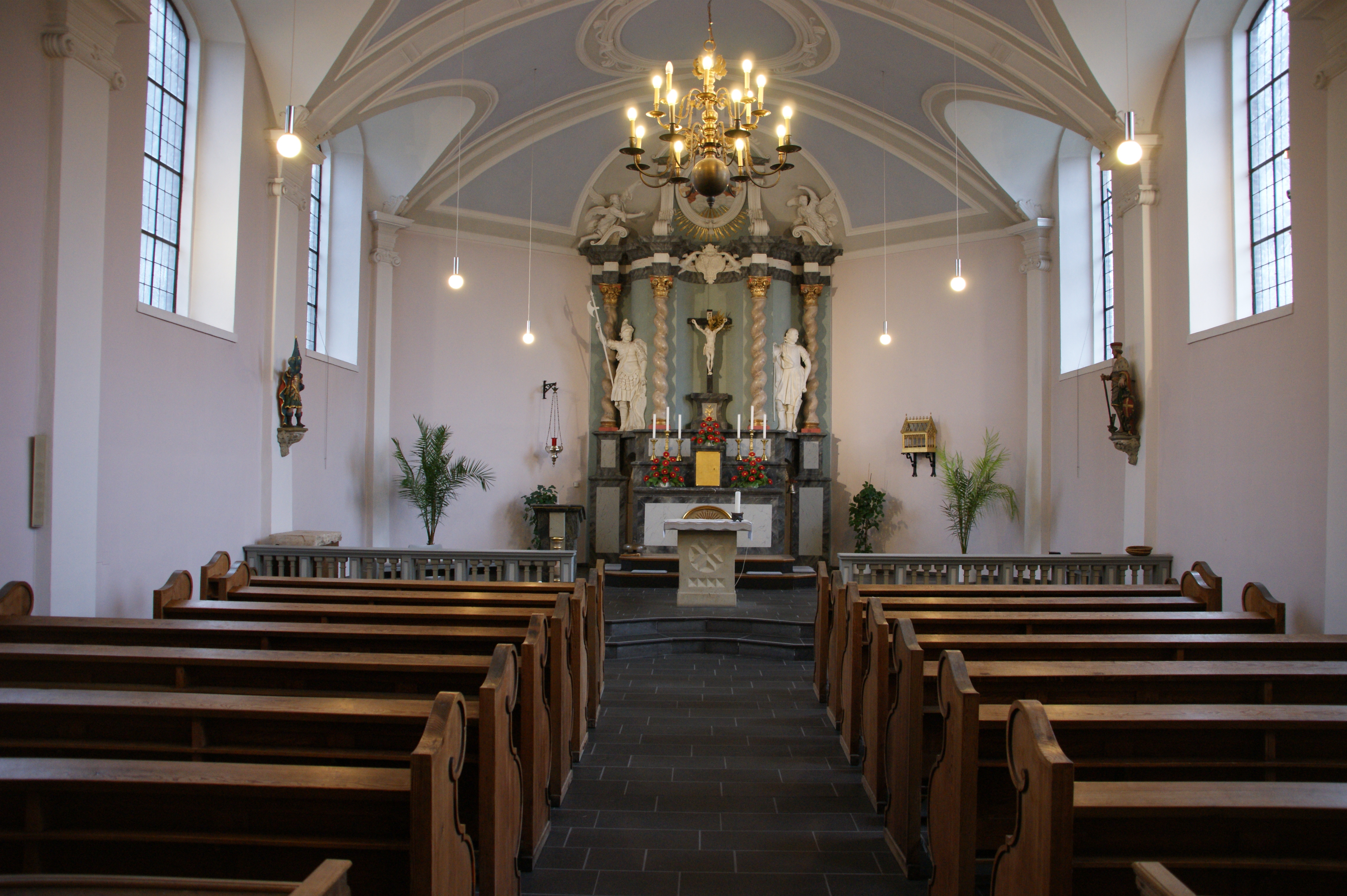
Innenansicht St. Mauritius

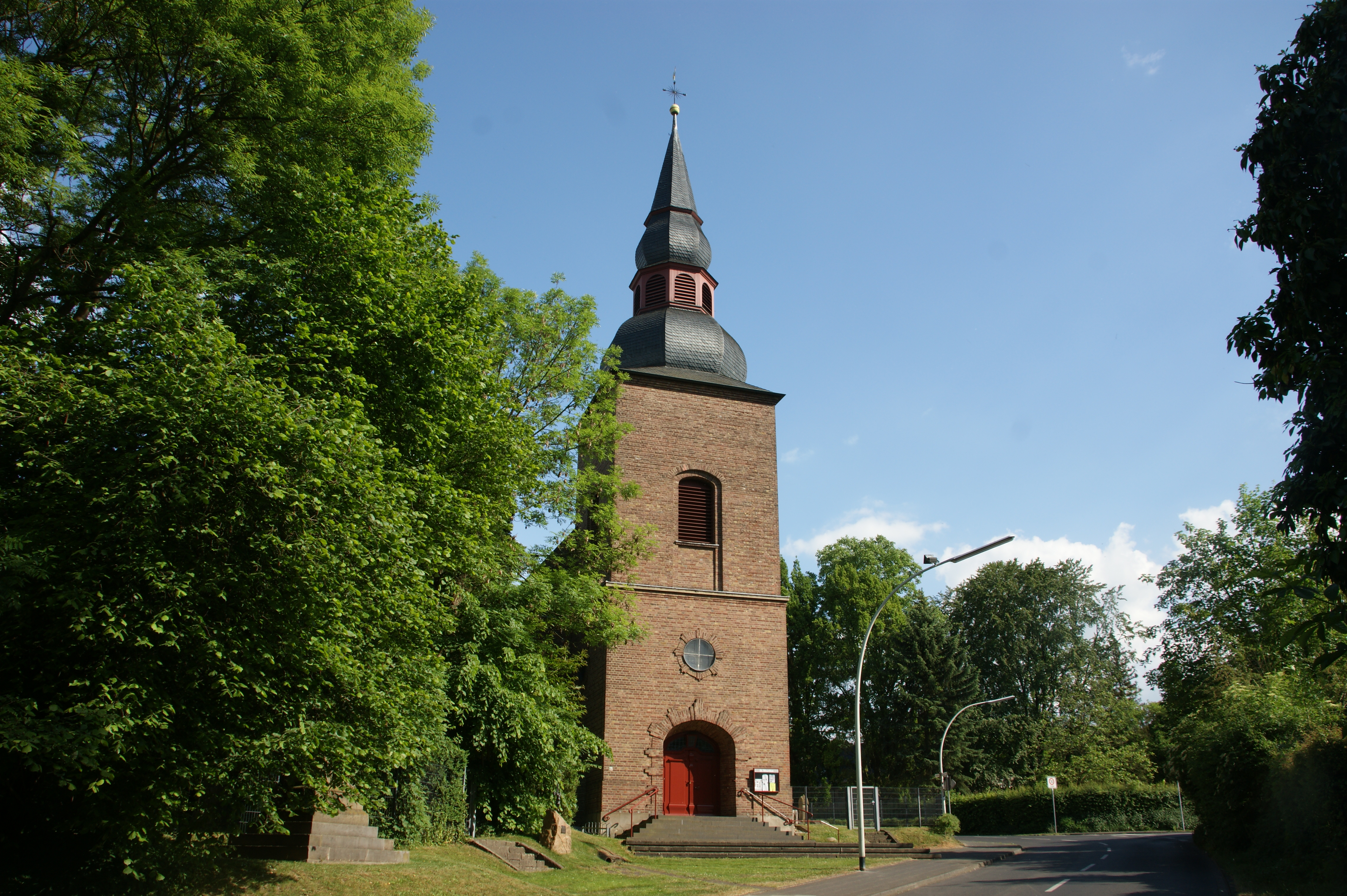
Pfarrkirche St. Mauritius

Die katholische Pfarrkirche St. Mauritius ist ein denkmalgeschütztes Kirchengebäude in Bachem, einem Stadtteil von Frechen im Rhein-Erft-Kreis (Nordrhein-Westfalen).

## Geschichte und Architektur
Der schlichte, dreiseitig geschlossene Backsteinsaal wurde 1721 errichtet. Er steht inmitten eines Friedhofes. Der vorgesetzte Westturm unter einer laternenbekrönten Schweifhaube wurde im 20. Jahrhundert errichtet.
Abseits dieser Kirche wurde eine größere gebaut. Die verbliebene Ausstattung, die Fenster und der Kirchenraum wurden nach und nach verwüstet. Ab 1978 wurde eine innere und äußere Gesamtinstandsetzung begonnen. Die Mauerwerksflächen wurden neu verfugt und imprägniert. Die Gesimse und Werksteinabdeckungen wurden teilweise erneuert; die Eingangstreppe wurde neu verlegt. Die Dächer wurden durch eine Neudeckung mit Moselschiefer erneuert. Im Inneren wurde am Sockelmauerwerk der Zementputz entfernt und das darunter nasse Mauerwerk getrocknet; danach wurde der Verputz erneuert. Das Bimssteinmauerwerk im Turmbereich wurde gegen Ziegelmauerwerk ausgetauscht. Bei der Erneuerung des Fußbodens wurden die Fundamente eines barocken Kirchturmes sowie die eines romanischen Taufsteins aufgedeckt. Ebenso wurde eine bislang unbekannte Gruft gefunden. Die Grabplatte aus Blaustein soll vor dem Hauptaltar sichtbar als Bodenplatte verlegt werden. Die Restaurierung ist noch nicht beendet. Über die zukünftige Verwendung der Kirche muss noch entschieden werden.
Besondere Aufmerksamkeit verdient eine der Glocken der Kirche. Die Allen Heiligen geweihte Glocke von (vermutlich) 1356 kam aus der nach der Säkularisation abgegangenen Kirche St. Maria ad Gradus aus Köln nach St. Mauritius und versieht dort auch heute noch ihren Dienst.

## Ausstattung

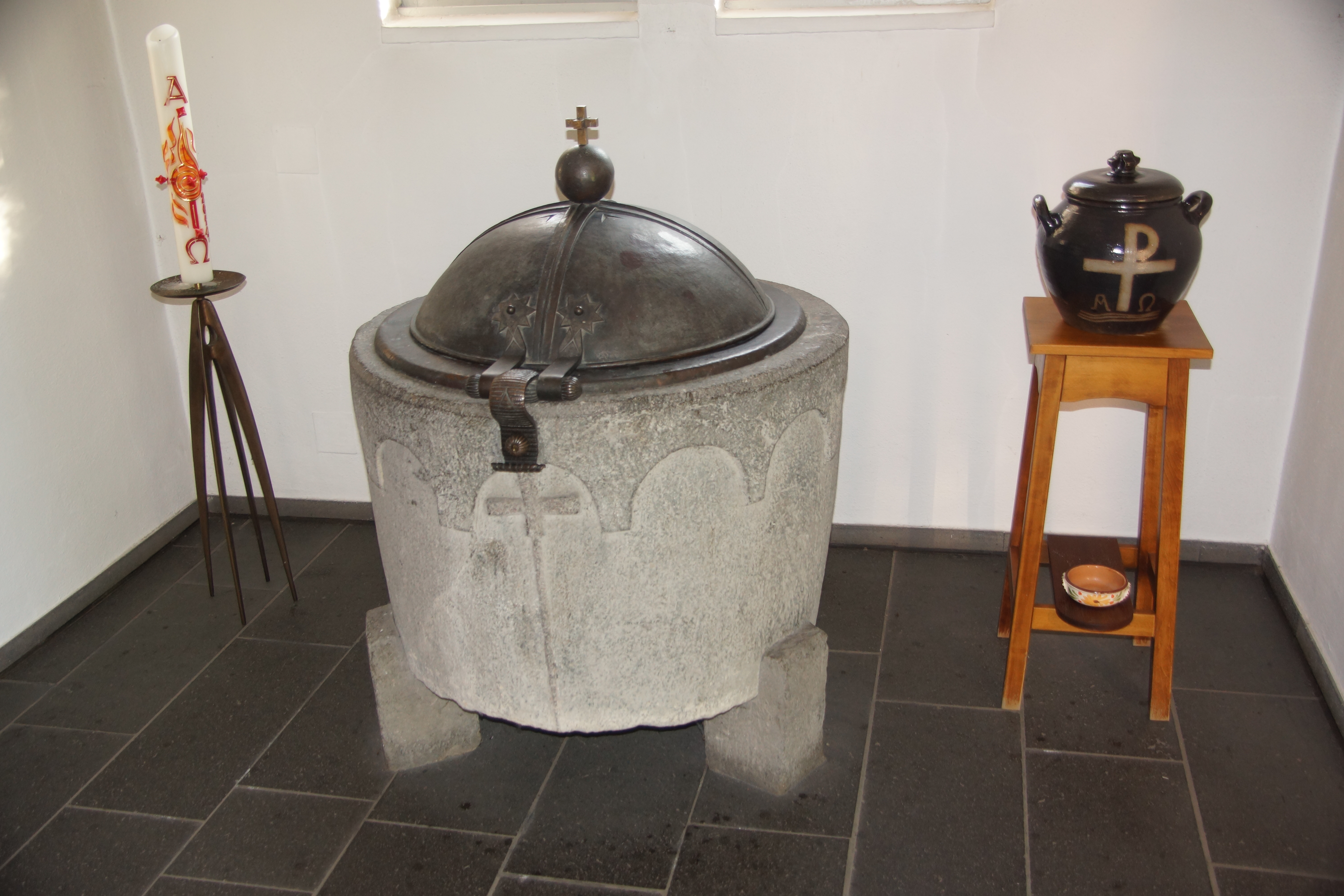
Taufbecken Sankt Mauritius

- Der Hochaltar und die Orgelempore wurden 1721 eingebaut.
- Das zylindrische Becken mit Rundbögen stammt von einem romanischen Taufstein des 13. Jahrhunderts